# Should’ve Known Better
A Should’ve Known Better (magyarul: Tudhattam volna jobban) egy dal, mely Dániát képviselte a 2012-es Eurovíziós Dalfesztiválon. A dalt a dán Soluna Samay adta elő angolul.
A dal a 2012. január 21-én rendezett dán nemzeti döntőben nyerte el az indulás jogát. A döntőben a nézők és a zsűri szavazatai alapján három előadó jutott a szuperdöntőbe, ahol kialakult a végeredmény. A dal pedig 110 ponttal az első helyen végzett, ami a háromfős mezőnyben elegendő volt a győzelemhez.
Az Eurovíziós Dalfesztiválon a dalt először a május 22-én rendezett első elődöntőben adták elő, a fellépési sorrendben tizenharmadikként a ciprusi Ivi Adamou La La Love című dala után, és az orosz Buranovskiye Babushki Party for Everybody című dala előtt. Az elődöntőben 63 ponttal a kilencedik helyen végzett, így továbbjutott a döntőbe.
A május 26-án rendezett döntőben a fellépési sorrendben tizenötödikként adták elő, a román Mandinga Zaleilah című dala után és a görög Eleftheria Eleftheriou Aphrodisiac című dala előtt. A szavazás során 21 pontot kapott, mely a 23. helyet helyet jelentette a 26 fős mezőnyben.
A következő dán induló Emmelie de Forest volt az Only Teardrops című dallal a 2013-as Eurovíziós Dalfesztiválon.

## Lásd még
- Soluna Samay
- 2012-es Eurovíziós Dalfesztivál